# بلدة جيمستاون تشارتر (ميشيغان)
جيمستاون تشارتر (بالإنجليزية: Jamestown Charter Township, Michigan)‏ هي بلدة تقع بولاية ميشيغان في الولايات المتحدة. تبلغ مساحتها 19.2 (كم²)، وترتفع عن سطح البحر 220 م، بلغ عدد سكانها 5062 نسمة في عام 2000 حسب إحصاء مكتب تعداد الولايات المتحدة .

## وصلات خارجية
- http://www.twp.jamestown.mi.us/
- The US50 - Cities and Towns in Michigan State
- Michigan Cities and Towns, Facts, Map, Flag, Colleges, Government, and More